# دنی گوردن
دنی گوردن (انگلیسی: Dennie Gordon) کارگردان فیلم و تلویزیون آمریکایی است.

## فیلم‌شناسی

### سینما
- لحظه‌ای در نیویورک (۲۰۰۴)
- چیزی که یک دختر می‌خواهد (۲۰۰۳)
- جو دِرْت (۲۰۰۱)

### تلویزیون
- مبارز (۲۰۲۰)
- شکارچیان (۲۰۲۰)
- جک رایان (۲۰۱۹)
- جالوت (۲۰۱۸)
- قدرت (۲۰۱۷–۲۰۱۵)
- لژیون (۲۰۱۷)
- امپراتوری (۲۰۱۶)
- دودمان (۲۰۱۶)
- خانم وزیر (۲۰۱۵–۲۰۱۴)
- زیر گنبد (۲۰۱۵)
- گریس و فرانکی (۲۰۱۵)
- ۱۲ میمون (۲۰۱۵)
- جهنم متحرک (۲۰۱۴–۲۰۱۳)
- مهره سوخته (۲۰۱۳–۲۰۰۹)
- کت‌شلواری‌ها (۲۰۱۱)
- یقه سفید (۲۰۱۱–۲۰۰۹)
- ۳۰ راک (۲۰۰۷)
- اداره (۲۰۰۶)
- مردم زیبا (۲۰۰۵)
- الی مک‌بل (۲۰۰۰–۱۹۹۷)
- داوسونز کریک (۱۹۹۸)
- حصار چوبی (۱۹۹۵)